# Coelomera azureofasciata
Coelomera azureofasciata là một loài bọ cánh cứng trong họ Chrysomelidae. Loài này được Blanchard miêu tả khoa học năm 1843.